# 考特尼·泰勒
考特尼·凱倫·泰勒（英語：Courtenay Kellen Taylor，1969年7月19日—），是一位美國女演員和配音員，其中又以配音而知名，包括《質量效應2》的傑克（Jack）、電玩遊戲《惡靈古堡系列》的艾達·王 （Ada Wong）以及《異塵餘生4》的女性生存者等。
泰勒除了為遊戲配音以外，還曾為動畫電影配音如2012年的《惡靈古堡：詛咒》的艾達·王（Ada Wong）。

## 生平
泰勒生於舊金山並在那裡長大，她擁有美國、英國和澳大利亞的血統。在成為配音員前，她還曾擔任過拳擊館教練和健身班老師。

## 個人生活
2017年泰勒聲稱自己在一場遊戲演講當中她患有聲帶出血，此後她三個月都無法工作。

## 外部連結
- 考特尼·泰勒在互联网电影资料库（IMDb）上的資料（英文）
- 考特尼·泰勒的X（前Twitter）
- 考特尼·泰勒的Instagram帳戶
- 考特尼·泰勒[]的官網